# Marthon György

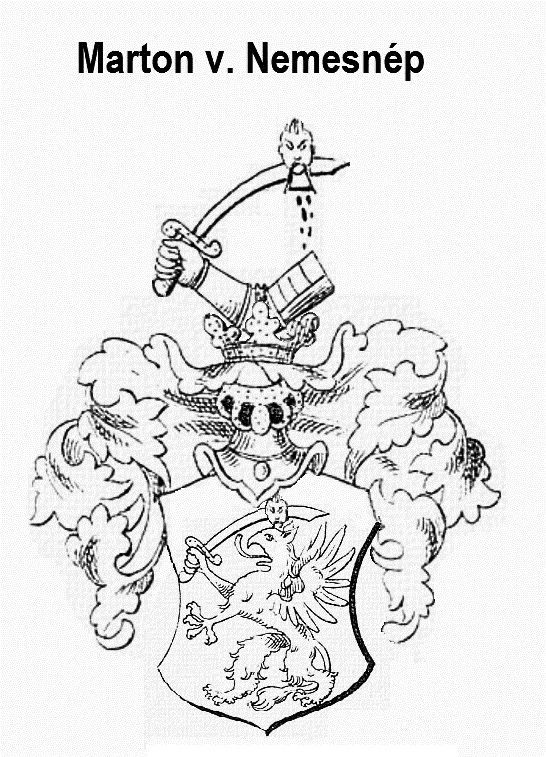
A nemesnépi Marton család címere

Nemesnépi dr. Marthon György László Zsigmond (Zalaegerszeg, 1907. május 5. – Kaposvár, 1968. március 15.), Zala vármegye másodfőjegyzője, tiszteletbeli főszolgabírója, a zalavármegyei Magyar Vöröskereszt Egylet titkára, jogász, földbirtokos.

## Családja és származása
A Zala vármegyei nemesi származású nemesnépi Marton család sarja, amelynek az első ismert említése 1490-ből származott. Apja nemesnépi Marton László (1857–1915) Zala vármegye főpénztárnoka, söjtöri földbirtokos, anyja besenyői és velikei Skublics Margit (1875–1953) volt. Az apai nagyszülei nemesnépi Marton Pál (1806–1893), földbirtokos, táblabíró, és nagyrákosi Fölnagy Klára (1818–1897) voltak. Az anyai nagyszülei besenyői és velikei Skublics Jenő (1839–1901) politikus, a zalamegyei Szabadelvű Párt elnöke, Zala vármegye törvényhatósági és közigazgatási bizottságnak a tagja és Spelletich Paulina (1848–1914) voltak. Az apai nagyapai dédszülei nemesnépi Marton György (1767–1843), táblabíró, a zalalövői járás alszolgabírája, 1809-ben a zalai nemesi inszurrekcióban alhadnagy, tófeji (söjtöri), bocföldi, kispáli, teskándi, zalaboldogfai, valamint andráshidai földbirtokos, és a petrikeresztúri Patay családnak a sarja, Patay Rozália (1779–1845) úrnő voltak. Apai nagybátyja, nemesnépi Marton György (1853–1900), söjtöri földbirtokos, Zala vármegye bizottsági tag, a Zalamegyei nemesi pénztári választmányi tag, a zalaegerszegi járás állandó gazdasági tudósító volt. Apai nagyapjának a fivére nemesnépi Marton József (1797–1858), táblabíró, a zalalövői járás alszolgabirója, jogász, földbirtokos volt. Marthon Györgynek három leánytestvére volt: nemesnépi Marthon Ilona (1900–1971), akinek a férje, Rusznyák Lajos (1876–1967), sárvári és lovasberényi gyógyszertártulajdonos, földbirtokos; nemesnépi Marthon Margit (1901–1974), akinek a férje, dr. Szalay Gyula (1896–1974), ügyvéd, Zala vármegye tiszti főügyésze; és nemesnépi Marthon Erzsébet (1903–1984), akinek a férje, nemesvitai Viosz Ferenc (1904–1985) okleveles gazda, földbirtokos volt.

## Élete
1933. május 10.-én Gyömörey György, Zala vármegye főispánja, dr. Marthon György (1907-1968) vármegyei fogalmazót tiszteletbeli szolgabiróvá nevezte ki. Marthon György egyben Zala vármegye aljegyzője volt 1933. május 9.-e és 1941. augusztus 9.-e között. 1939. május 12.-én vitéz gróf széki Teleki Béla Marton György dr. aljegyzőt, tiszteletbeli főszolgabíróvá nevezte ki. 1941. augusztus 19.-e és 1946. augusztus 28.-a között a Zala vármegyei másodfőjegyzői hivatalt töltötte be. 1941. április 16.-án a Muraköz visszatért a Magyar Királysághoz a Jugoszlávia államtól; aznap a magyar csapatok bevonultak az Alsólendvára, az Alsólendvai járásra. Teleki Béla gróf zalai főispán első körútja a visszatért zalai déli területeken ekkor indult. 1941. április 23.-án dr. Brand Sándor alispánnal, dr. Szalay Gyula vármegyei tiszti főügyésszel, dr. Takács László tiszti főorvossal, Énekes Béla számvevőségi főnökkel, dr. nemesnépi Marthon György (1907-1968), másodfőjegyzővel és dr. Józsa Fábián tiszteletbeli főszolgabíró, főispáni titkárral együtt Alsólendvára utazott, ahol a vármegye a járási katonai parancsnokság, illetve a katonai közigazgatás búcsúztatására ebédet adott. Megjelent ott vitéz Horváth Ferenc vezérőrnagy, a Muravidék katonai parancsnoka segédtisztjével, vitéz nemes Martsa Sándor ezredes vezetésével az egész katonai közigazgatási szervezet, dr. Apáti József főszolgabíró, dr. Schmidt István tiszteletbeli főszolgabíró, a belatinci szólgabírói kirendeltség vezetője és a polgári közigazgatás kinevezett szervei, dr. Széll György királyi közjegyző, Alsólendva képviseletében pedig Dervarics Elemér községbíró és Grassanovits Ottó főjegyző. A visszatért Muraköz fővárosa ünnepi lobogódíszben látta vendégül a főispánt, aki a polgári közigazgatás átvétele után akkor első ízben tett látogatást a Zrínyiek városában. Vitéz gróf Teleki Béla mindenekelőtt Horváth Ferenc vezérőrnagynál tett az alispánnal, együttes látogatást, azután a főbírói hivatalt szemlélték meg, majd a ferenceseknél szentmisét hallgattak. A Magyar Vöröskereszt Egylet zalavármegyei választmánya 1943. május 9-én tartotta évi közgyűlését, amelyen  három évre megválasztották a választmány tisztikarát; dr. Marthon György lett a zalamegyei titkára.
1936-ban özvegy nemesnépi Marton Lászlóné Skublics Margit úrnő összesen 444 kataszteri holdat birtokolt Zala megyében: Marthonpusztán 208 kh-as és Söjtörön 236 kh-as birtoka volt. Dr. Marthon György és neje Mezriczky Margit fiával kihalt a nemesnépi Marton család.

## Házassága és gyermeke
1944. december 21-én Zalaegerszegen, feleségül vette a római katolikus nemesi származású mezericzi Mezriczky Margit (Nagykanizsa, 1919. január 9. – Budapest, 2006. április 18.), akinek a szülei mezericzi Mezriczky József (1875–1957), nagykanizsai fűszer-,gyarmat-,cukor- és rövidáru nagykereskedő, kisbirtokos és Tálos Erzsébet voltak. Az apai nagyszülei mezericzi Mezriczky István (1840–1886), kővágóörsi földbirtokos és Seller Szerafin (1853–1895) voltak. Az anyai nagyszülei Tálos Ferenc, keszthelyi vendéglős és Badics Mária voltak. Mezriczky Margit ősapja, mezericzi Mezriczky György 1628 december 18-án szerzett címeres nemeslevelet II. Ferdinánd magyar királytól. Az esküvői tanúk vitéz Szalay Gyula (1896–1974), Zala vármegye tiszti főügyésze valamint nemesvitai Viosz Ferenc (1904–1983) okleveles gazda, földbirtokos voltak. Marthon György és Mezriczky Margit frigyéből született egyetlenegy gyermeke: Pál.